# Superbloom-Festival
Das Superbloom-Festival (Eigenschreibweise SUPERBLOOM) ist ein Musikfestival in München. Es fand erstmals 2022 im Olympiapark München und Olympiastadion statt. 2022 besuchten 50.000 Menschen das Festival.

## Das Festival
Ursprünglich war die Premiere des Festivals für September 2020 geplant, musste aber wegen der COVID-19-Pandemie mehrmals verschoben werden. Das Festivalprogramm bietet neben Konzerten weitere, teils interaktive Aktivitäten für die ganze Familie. So bestehen mehrere Themenareale mit Schwerpunkten wie Nachhaltigkeit, Kunst, Kultur sowie Talks, akrobatische Darbietungen, Live-Podcasts, Tanzauftritte. Veranstaltet wird das Festival von der Superbloom Festival GmbH & Co. KG.

### Künstler 2022
Calvin Harris, David Guetta, AnnenMayKantereit, Macklemore, Kraftklub, Megan Thee Stallion, Stromae, Anne-Marie, Alan Walker, Rita Ora, Glass Animals, Years & Years, Skepta, Marc Rebillet, Zoe Wees, Lea, Saint Jhn, Purple Disco Machine, LaBrassBanda, Willow, Sigrid, Girl in Red, Roy Bianco & Die Abbrunzati Boys, Meduza, PXP ALLSTARS, BHZ, Mimi Webb, Beabadoobee, AYRA STARR, Joel Corry, Schmyt, 01099, Alli Neumann, Sam Ryder, DORA JAR, Luna, Kaffkiez, Leony, Tupoka Ogette, BBQ Podcast, Kaya Yanar, Kurt Krömer

### Künstler 2023
Imagine Dragons, Martin Garrix, Peter Fox, Ellie Goulding, Jason Derulo, Marteria, Sam Fender, Trettmann, Aitch, Aurora, Ava Max, Baby B3ns, Badmomzjay, Cat Burns, Cobra Man, Dermot Kennedy, Ennio, FKJ, Giant Rooks, Jeremias, Lost Frequencies, Makko, Mayberg, Nessa Barrett, Ofenbach, Olivia Dean, Paula Hartmann, Querbeat, Raye

### Künstler 2024
Calvin Harris, Sam Smith, OneRepublic, Burna Boy, The Chainsmokers, Niall Horan, Louis Tomlinson, Shirin David, CRO, RIN, Provinz, Jorja Smith, Loyle Carner, Milky Chance, Loreen, Tream, Tokio Hotel, Nothing But Thieves, Kenya Grace, Joost, Apashe Live with Brass Orchestra, David Puentez, Natalie Jane, Twocolors, Only The Poets, Alex Warren, The Beaches, The Sacred Souls, Glass Beams, Chapo102, Berq, Levin Liam, Zimmer90, Domiziana, Kasi, Paula Carolina, Cloudy June, Arny Margret, Ivo Martin, Leila, Marcelis, Postman, Tjark, Fyne, Victoria Canal, Zartmann, Mord auf Ex, Galeria Arschgeweih, Bayern 3 True Crime Live, Ilona Hartmann, Phia Quantius, Deniz & Ove, Eule & Lerche, Nilsen, KoolKatz, Ybbs

### Mediale Begleitung
Das Festival wird von Puls und Bayern 3 präsentiert. Neben den Headlinern spielen auch lokale Bands, Newcomer oder die Gewinner des „Bayern3 DJ Wettbewerbs“.

## Kritik
Am Premierentag, dem 4. September 2022, kritisierten Besucher das Management und die mangelnde Kommunikation mit den Menschen. Aufgrund von Personalmangel konnten Besucher nicht rechtzeitig das Festivalgelände betreten. Aufgrund eines Unwetters musste Years & Years seinen Auftritt absagen sowie einige Acts ihre Auftritte kürzen. Zudem wurde am Samstag das Olympiastadion wegen Überfüllung geschlossen. So wurden einige Gäste enttäuscht und die Stimmung drohte teilweise zu kippen.